# خبرگزاری مرکزی کره
خبرگزاری مرکزی کره، خبرگزاری دولتی کرهٔ شمالی است. این خبرگزاری، دیدگاه‌های دولت کرهٔ شمالی را برای مخاطبین داخلی و خارجی منتشر می‌کند. این خبرگزاری در ۱۴ آذر ۱۳۲۵ (۵ دسامبر ۱۹۴۶) ایجاد شده و اکنون به‌صورت اینترنتی نیز خبرها را پوشش می‌دهد.

## تشکیلات
خبرگزاری مرکزی کره، تنها خبرگزاری کرهٔ شمالی است؛ که هر روز خبرها را از طریق روزنامه‌ها، ایستگاه‌های رادیویی و تلویزیونی مخابره می‌کند. خبرگزاری مرکزی کره تحت نظارت صداوسیمای کرهٔ شمالی فعالیت می‌کند.
از دسامبر ۱۹۹۶ خبرگزاری مرکزی کره از طریق سرور وبش در ژاپن شروع به انتشار مطالب در اینترنت کرد. از اکتبر ۲۰۱۰ خبرها در وبگاه جدیدی که از پیونگ‌یانگ اداره می‌شد، منتشر می‌شوند و انتشار اخبار از سراسر جهان به‌ویژه از کشورهایی که روابط قوی‌ای با کرهٔ شمالی دارند، به‌طور چشمگیری افزایش یافت.
این وبگاه خبرها را علاوه‌بر زبان کره‌ای به زبان‌های چینی، ژاپنی، روسی، انگلیسی و اسپانیایی نیز منتشر می‌کند.
کرهٔ جنوبی دسترسی شهروندانش را به این وبگاه همانند دیگر وبگاه‌های متعلق به کرهٔ شمالی از سال ۲۰۰۴ میلادی مسدود کرده است و فقط با اجازهٔ دولت قابل دسترسی است.